# Mattia Feltri
Mattia Feltri (Bergamo, 23 giugno 1969) è un giornalista italiano, direttore di HuffPost Italia dal 23 aprile 2020 e figlio di Vittorio Feltri.

## Biografia

### Carriera giornalistica
A diciannove anni, su indicazione del padre Vittorio Feltri, che ne era stato direttore, inizia a collaborare con la redazione del Giornale di Bergamo, venendo poi assunto nel 1992. Nel 1995 passa alla redazione de Il Foglio, diretto da Giuliano Ferrara. Nel 2002 scrive per Rizzoli il libro Il prigioniero, dedicato alla vicenda di Adriano Sofri. Nel 2004 passa a Libero, giornale fondato nel 2000 dal padre.
Nel 2005, su indicazione di Massimo Gramellini a Marcello Sorgi, viene assunto a La Stampa e diventa caporedattore della redazione romana del giornale, occupandosi di retroscena politici. Dal 2010 firma la rubrica quotidiana Paesi e buoi, dove commenta sarcasticamente il fatto politico della giornata. Nel 2016 pubblica con Marsilio Editori il libro Novantatré, dedicato alla stagione di "Mani pulite". Nel 2017, con il passaggio di Massimo Gramellini al Corriere della Sera, gli viene affidata la rubrica di prima pagina della Stampa, Buongiorno.
Dal 23 aprile 2020 è direttore di HuffPost Italia.

### Vita privata
È sposato con la collega Annalena Benini, dalla quale ha avuto due figli.
Nonostante la parziale omonimia, non ha alcuna parentela con il giornalista Stefano Feltri.

## Opere
- Mattia Feltri, Il prigioniero, Rizzoli, 2002, ISBN 9788817870467.
- Mattia Feltri, Novantatré, Marsilio Editori, 2016, ISBN 9788831723176.